# Vùng đất Coats

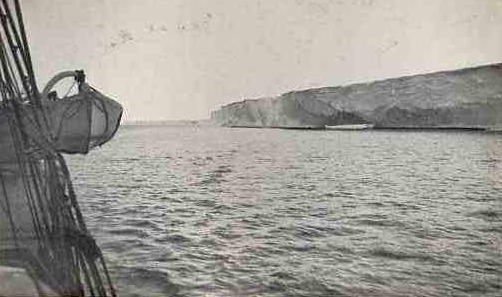
Một tảng băng ở vùng đất Coast được chụp bởi đoàn thám hiểm xuyên Nam Cực của Đế quốc vào tháng 1 năm 1915

Vùng đất Coats là một vùng của châu Nam Cực, tọa lạc tại phía tây của vùng đất Queen Maud và hình thành một bờ đông của biển Weddell, mở rộng về hướng đông bắc - tây nam giữa 20º00´T và 36º00´T. Phần đông bắc được khám phá từ Scotia bởi William S. Bruce, đội trưởng của đoàn thám hiểm Nam Cực Quốc tế người Scotland, 1902-04. Ông đặt tên vùng đất Coats dựa trên tên của James Coats và thiếu tá Andrew Coats, hai đội trưởng hỗ trợ của cuộc thám hiểm.